# Angelo Munzone
Angelo Munzone (Catania, 12 agosto 1933 – Catania, 6 ottobre 2017) è stato un politico italiano, esponente della Democrazia Cristiana e sindaco di Catania dal 1982 al 1984.

## Biografia
È stato sindaco di Catania dal 1982 al 1984, esponente di punta della Democrazia Cristiana etnea. 
Da Sindaco di Catania si rifiutò di partecipare ai Funerali del giornalista Antimafia Pippo Fava ucciso dal Clan Catanese dei Santapaola, sostenendo che la Mafia a Catania non esistesse.
Fu Direttore dell'Azienda Provinciale per il Turismo di Catania.
Dedicò gran parte della sua vita alla passione per la musica classica e lirica inizialmente come vicepresidente del Consiglio d'amministrazione del Teatro Massimo Bellini di Catania, in seguito come Sovrintendente (2006). 
Fu presidente dell'Istituto superiore di studi musicali "Vincenzo Bellini" di Catania.